# マーチ・792
マーチ・792は、イギリスのマーチ・エンジニアリングが1979年度のF2選手権用のマシンとして製作したマシンである。F2用のマシンとしては、初めてロータス・78にて採用されたボディサイドのベンチュリによるグランドエフェクトを採用した。

## 概要
マーチは、1978年に従来のスポーツカーノーズに空洞サイドポンツーンを組み合わせたマーチ・782をF2選手権に投入して、チャンピオンを獲得した。
しかしながらそのマシンとしての実力は、他のライバルマシンに対して圧倒的なアドバンテージを持つものではなかった。そこで、マーチは、当時F1で絶対的な速さを誇っていた、グランドエフェクト効果をF2に持ち込むことを決断して本マシンを開発した。
本マシンは、ボディサイドのサイドポンツーン内に設置されたサイドウイングによるベンチュリ効果を最大限に引き出すことを目標として、従来よりも細身のモノコックを使用し、サスペンションもサイドベンチュリへの空気の流入と流出を妨げないように、前後ともインボード式サスペンションを採用している。前後のトレッドを規則で許される最大幅に設定し、それに合わせてボディ全幅を最大にとり、モノコック幅をドライバが着席可能な最少幅にして、サイドウイング幅を目いっぱい確保した。

### シャーシ
F2マシンのシャーシは、前半部（ドライバーの搭乗部とフロントサスペンションを支える）がアルミ板金製のモノコックフレームと後半部（エンジン、トランスミッションとリアサスペンションを支える）が鋼管スペースフレームで構成されている。
モノコックフレームは、バスタブ形状をしていてその部分にドライバーが着席する。
バスタブ部の両脇には、チューブセクションが設けられ、バルクヘッドでこのチューブセクションとバスタブセクションが結合され、モノコックフレームの剛性を確保していた。このモノコックフレーム形状をツインチューブ式モノコックと呼ぶ。この左右チューブの内部に、燃料タンクを配置している。
F1マシンでは、モノコックをアルミハニカム材にシングル・プレートによるモノコックを使用しているが、792は、従来のツインチューブ式モノコックフレームで、サイドウイング幅を広く確保することを目指した。そこでモノコックの形態を、極力ツインツインチューブの幅を狭くしたバスタブ式にして、不足する剛性をモノコックのアウターパネル材質の変更（アルミ板からアルミハニカムへ変更）によって対処した。
アルミハニカムは、応力集中に弱いので、特にサスペンションのピックアップ部分やリアの鋼管スペースフレームの結合部に関しては、応力集中をさけるように設計されている。
燃料タンクに関しては、ドライバ着席部とリアバルクヘッドの間に一体式の燃料タンクを配置した。この結果　昨年までのF2マシンのマーチ・782よりホイールベースが長くなった。
リアバルクヘッドには、マグネシウムのキャスティングのブラケットがつき、このバルクヘッドにエンジンマウント用のリングフレームがついて、エンジンを強度部材に活用している。そのため、リアフレームは、片側2本ずつに省略されている。
前後のトレッドは、規定で許される最大値に設定（従来マシンより広め）し、前輪はサイドウイングへ大量の空気を流し込めるように、後輪はサイドウイングからの空気流を妨げないようにしている。しかしながら、アルミハニカム材のバスタブモノコックは、ツインチューブセクションの断面形状による剛性確保分を担保できずに、剛性不足がシーズン中に発覚してしまった。

### フロントカウル
前年度マシンの782の前輪の前方をカウルで覆ったスポーツカーノーズから、センターカウルから左右両方向に小さなウイングを配置したウイングノーズに変更。
フロントウイングは、ダウンフォースの発生よりもサイドウイングへの空気流入を重視した作り方になっている。レースでは、フロントウイングレスで参戦するマシンもあった。ラジエーターは、前年度マシンと同様のフロントに配置。前年度マシンは、高さよりも幅の広いラジエタを採用していたが、792では、幅よりも高さの広いタイプのラジエタを採用して、ラジエタ上部を前傾して取付けてられている。ラジエーターインレット部には、メッシュを取付け参戦しているマシンもあった。

### サイドポンツーン
サイドポンツーンの上部表面は、ウエッジ状に成形されており、表面でのダウンフォースの発生を考慮している。サイドポンツーン内部にウイングによるベンチュリ部が設定されている。ベンチュリの形状としては、完全な翼型形状ではなかった。
サイドポンツーンの外部側面には、上下動が可能なサイドスカートが収納されている。このサイドスカートは、セラミック製で路面と接触することでサイドウイングに側面から流入および流出する空気流をなくし、前から後への空気流のみが発生するようにしている。
サイドポンツーンは、エンジンの横まで伸びて、サイドウイングからの空気流を乱さずに抜くトンネルにしている。

### リアウイング
リアウイングは、翼端板を下方向へ延長して左右をパイプで結合している。この連結パイプがトランスミッション上部に設置された取付部と結ばれ、シャーシへリアウイングにより発生するダウンフォースを伝えている。サイドベンチュリから排出される空気流を、乱さずに抜く当時の工夫である。

### サスペンション
サスペンションは、サイドウイングの空気流を妨害しないように、アッパーアームとロアアームとタイヤとシャーシの間でできる空間を広げ、多量な空気の流れを妨害しないように、4輪ともダブルウイッシュボーン方式でインボードにしてダンパーユニットを動かす。
フロントサスペンションは、ロッキングアームのサスペンションとして、ロッカーアームを2本のパイプで構成している。
リアサスペンションは、ブラバム式のプルロッドにインボードサスで、アッパーにIアーム/ロアアームにAとIアームの組み合わせで、ラジアスアームをアップライトの中央部に1本設置している。
レースに参戦途上で、フロントサスペンションは、強度不足の兆候を出したので、参戦チームは、2本のロッカーアームを板金で結合させる等の対応をおこなった。 
この時代のロアアームの設置場所は、アップライトの下方で、アップライトのセンター付近でロアアームを設置するという考え方はなかった。またブレーキに関しても、フロント/リア共にアウトボード方式のベンチレーティッド・ディスクブレーキを採用した。

### エンジン
2,000 ccの直列4気筒のBMW・M12かハート・420Sを搭載するように設計されている（当時のF2規定では、エンジンは2,000 ㏄のレシプロ4気筒のみ使用可能）。のちに富士GCでの使用においては、上記以外にマツダ・13Bが搭載されるようになった。

### トランスミッション
従来通りヒューランド製の5速のFT200を採用。

## レース戦歴

### 日本
1979年の全日本F2選手権では、792は第3戦まで優勝できなかった。その間に、旧型となるが熟成が高まった782に勝利を奪われていた。792は782を上回るまでに時間を必要としたが、その後は連戦連勝を続けチャンピオンマシンとなる。同年のチャンピオン松本恵二は開幕戦からマーチ・782であったが、第7戦鈴鹿グレート20レーサーズから792を導入し、最終戦JAF鈴鹿グランプリまでの2レースを792で参戦した。

### ヨーロッパ
792は、1979年のヨーロッパF2選手権第2戦にて、ケケ・ロズベルグにより初勝利を得るが、ライバルマシン（オゼッラやシェブロン、782）の壁に阻まれて連戦連勝とはならなかった。が、第10戦エンナで、ブライアン・ヘントン（ラルトRT2・ハートに失格裁定が下り、最終的にマルク・スレールが792でチャンピオンを獲得した。

## 792をベースとしたマシン
従来　マーチは、F2で採用したコンセプトをF3やフォーミュラ・アトランティック等のF2よりも下位カテゴリへ展開していたが、この792に関しては、そのデザインコンセプトを下位カテゴリには反映しなかった。
一例としては、1979年のF3マシンのマーチ・793は、前年度のマーチ・783の改良版で、空力コンセプトは、前年度の782で採用したスポーツカーノーズ+空洞サイドポンツーンをベースにしている。この年（1978年）は、マーチにとってフォーミュラマシンコンセプトが大幅に変更した年である。そのため1980年度のマーチ・803も793の改良版を流用した。その結果として、マーチは、792のコンセプトの下位カテゴリへの展開をあきらめた。1980年になってフォーミュラレースで、ウイングカーにおける可動式サイドスカートの廃止が規定された。この規定に対応した新設計のマシンをマーチは、マーチ・802として市場へ提供を開始した。
マーチ・802は、792の持っていた「幅が広すぎる」「壊れやすい」という欠点を、大幅に改善したマシンであったので、1980年シーズンにおいて792の戦闘力は、大幅に低下した。その結果、792は、1980年シーズンにおいて大幅に中古価格を下げることになった。この状況に眼を付けたのが日本で富士グランチャンピオンレース（富士GC）に参戦するチームであった。富士GCは、前年度から単座席オープンスポーツカーの参戦が許されるように規定が変更になったが、参戦するマシンの大半は、2座席スポーツカーをベースとするマシンであった。そこで、F2マシンをベースとする792を使用すると「コーナーリング速度の向上でストレートでの幅広による最高速度の低下がカバーできる」と判断したチームが投入を決めた。なお富士GCでは、レース途中での給油が義務付けられているので、シャーシは、ガソリン補給のため、給油管を延長して、給油用のノズルをつけている。

### ロイス・レーシング（RM-1）
ロイス・レーシングは、1980年の富士GC参戦においてムーンクラフトの由良拓也に専用カウルの作成を依頼した。
由良は、GRD・S74の体験をもとに、車幅の広いマシンでの富士におけるタイムの出し方を熟知したので、「コーナーリング速度を高く保ち、最終コーナを他車より早く脱出して（アクセル全開で通過）ストレートのゴールラインをいち早く通過する」ことで勝利を得るマシンとした。当然ながらストレートエンドでは、他車に追い抜かれる可能性が高くなるが、それをコーナで抜き返すという考えである。
マシン本体は、フロントにラジエターを置き、ウエッジシェイプとし、マシン表面の抵抗を抑えるために、上面を一枚物（一体化）している。
モノコックサイドには、タイヤの前後間を埋めるサイドポンツーンとこのサイドポンツーンとモノコックの間の空洞サイドポンツーンの3層構造になっている。
これは模型のクリアボディーにヒントを得たもので、内側に成型したポンツーンを装着して更に空気の抜けを良くするというアイデアを使っている。この構造は、ムーンクラ
フトの前作MSC・Iの空力コンセプトをさらに進化させた形になっている。
ロイス・RM-1は、デビュー戦でその速さを見せつけた。その後「前年度のF2で使用したシャーシをGCに転用する」というトレンドを確立した。
シャーシは、F2の792に対して、タイヤの前後を埋めるサイドポンツーン取付用アタッチメントと天面カウル取付用アタッチメントと給油用の治具（ワンタッチ給油口と給油管）取付改造を行っている（F2では、レース中の給油は義務化されていないが、富士GCでは、レース中の給油が義務化されている）。ロイスは、このカウルを1980年のGC第3戦から1982年GC第2戦まで高橋国光用として使用した。当初は、圧倒的な速さを見せたが、MCS・IIが普及してくると当初の圧倒的な速さをみせることができなくなった。これは、ムーンクラフトが開発しロイス以外のユーザに販売したMCS・2カウルの成功とシャーシにマーチ・802を採用したマシンが増加することがあげられる。一方ロイスは、このカウルを1982年第3戦から他のユーザへの使用を解禁、従野孝司が使用した（シャーシはマーチ・802であるが）。1983年からは赤池卓もロイスカウルをマーチ・792に使用することになった。ムーンクラフトは、ロイスカウルの成功を見て、ロイスカウルのコンセプトを活用したMCS・2を作成して汎用ユーザ向けに販売した。ロイスカウルは、1984年のシーズン末までGCにて使用された。1984年には、GCでもサイドベンチュリーを使用するウイングカーがメインとなり、空洞サイドポンツーンを使用するマシンも、空洞サイドポンツーン部をサイドウイングに変更してベンチュリ効果を得ようと改造したマシンもあった。ロイスの場合　ノーズのウエッジ形状とサイドウイングとの相性が悪かった模様で、（ノーズのピッチングをサイドウイングのベンチュリが過敏に反応した）サイドウイングによるベンチュリーカー化はシーズン途中であきらめている。

### ムーンクラフト
1981年にムーンクラフトは、特注ワンオフマシンのロイスカウルの成功を見て、ロイスのコンセプトを活用しつつ独自に進化させたGC用カウル「MCS・II」を設計・制作し、希望する参戦ユーザ向けに販売した。MCS・IIは、792以外のより幅の狭いシャーシにもカウルを使用できるよう、コクピット部とホイールハウス間のスペーサーで幅を調整して対応できる仕様になっていたため、片山義美が自チームで使用するKR-2も採用し装着することが出来た。対応シャーシは792と前作のMCS・Iを対象にしている。
カウル形状は、ロイスがウエッジシェイプをベースに、ホイールハウス部をウエッジ面から盛り上げたのに対して、MCS・IIは前後のホイールハウスを流線的に繋げており、フロントノーズ部でかき上げた空気流をボディ後方にスムーズに流すことを重視した形状になっている。ボディ上面は全て一体成型として密閉されており、構造の簡略化とともに空力性能の向上が計られた。

### 希望T80
赤池卓率いるアカイケ・レーシングが1980年のシーズンに向けて、館内端が設計したベンチュリ理論に基づく本格的なウイングカー。
しかしながら、F2の理論をそのままスポーツカーに反映させ、ノーズにサイドウイングへ大量の空気を導入するためのインテークを設け、ボディカウルの出来が悪く、カウルのリフトが発生して好成績を収めることができなかった。のちにボディカウルの改造を、ムーンクラフトの由良拓也に依頼する。しかしながらさすがの由良もこのカウルには苦労し、結果として好成績を収めることができなかった。赤池は、1982年にカウルをムーンクラフトのMCS・IIに変え、さらに1983年からロイスカウルに変更する。